# Taksator
Taksator – rzeczoznawca taksujący (szacujący) przedmioty, oceniający ich wartość w celu ustalenia opłaty (taksy). Taksator leśny dokonuje szacunkowej wyceny (taksacji) drzewostanu, sporządza opisy taksacyjne. Podczas taksacji określa się strukturę, budowę, wiek, skład gatunkowy, runo, zasobność oraz przyrost drzewostanu.